# Jelaš
Jelaš odnosno Pustara (mađ. Józsefháza, Józsefházapuszta, Józsefházatanya) je selo u jugoistočnoj Mađarskoj.

## Zemljopisni položaj
8 je kilometara zapadno od uže jezgre Čavolja. Zapadno su Baja, Fancaga, sjeverozapadno su Čenad i Čikuzda, sjeverno je Dudvar, sjeveroistočno su Rim i Gospodska Pustara, istočno su Čavolj i Gornji Sveti Ivan, jugoistočno su Boršot i Bikić, jugozapadno je Baškut.

## Upravna organizacija
Nalazi se u bajskoj mikroregiji u Bačko-kiškunskoj županiji. Upravno pripada selu Čavolju, a uz ovo selo to su još i Nagyhát i Szőlőközidűlő.
Poštanski je broj 6448. 

## Promet
1 km južno prolazi državna cestovna prometnica br. 58.

## Stanovništvo
2001. je godine Jelaš je imao 24 stanovnika.